# Wervingsovereenkomst Nederland - Marokko
De Wervingsovereenkomst Nederland - Marokko is een verdrag tussen Nederland en Marokko voor het werven van arbeidskrachten in Marokko voor de Nederlandse arbeidsmarkt.

## Achtergrond
Na de wederopbouw kende Nederland een tijd van voorspoed. Vanaf 1960 kreeg Nederland te maken met een hoogconjunctuur en zaten werkgevers te springen om arbeidskrachten. In Marokko heerste tijdens deze periode grote werkloosheid en beide landen kwamen overeen om een verdrag te sluiten inzake het werven van arbeidskrachten in Marokko. Kandidaten die in Nederland wilden werken konden zich aanmelden bij verschillende selectiebureaus in Marokko. Als de kandidaat de selectie positief had doorlopen werd een arbeidsovereenkomst opgesteld in meerdere talen. De Marokkaanse dienst (le Service de la main d'oeuvre du Ministère du Travail et des Questions Sociales) in Rabat regelde de selectie. Het Directoraat-Generaal in Den Haag regelde het vervoer naar Nederland. Ongeveer 4000 Marokkaanse gastarbeiders zijn op basis van deze overeenkomst in Nederland komen werken. Aan de kandidatuur waren leeftijdsgrenzen verbonden, te weten:
- 21 tot 35 jaar voor ongeschoolde werknemers;
- 23 tot 45 jaar voor geschoolde en gespecialiseerde werknemers.

De Marokkaanse arbeiders genoten dezelfde loon- en arbeidsvoorwaarden en dezelfde rechten als de Nederlandse werknemers. Ook mochten de arbeiders hun totale spaargeld overmaken naar Marokko ingevolge Artikel 18 van het verdrag. In 1972 werd tussen Nederland en Marokko aanvullend een verdrag gesloten inzake de sociale zekerheid. De verdragen waren alleen geldend voor het in Europa gelegen grondgebied van het Koninkrijk der Nederlanden.
Toen begin jaren 1970 Nederland in een recessie belandde werden veel arbeidskrachten ontslagen en stopte de Nederlandse overheid in 1973 de werving.